# Olympische Sommerspiele 1992/Hockey
Bei den XXV. Olympischen Sommerspielen 1992 in Barcelona fanden zwei Wettkämpfe im Hockey statt. Sowohl das Herren- als auch das Damenturnier wurden in dem rund 28 Kilometer entfernten Terrassa ausgetragen, das als Wiege des spanischen Hockey gilt. Hauptstadion war das Estadi Olímpic de Terrassa, ein altes Fußballstadion, das für die Spiele vollständig renoviert wurde und Platz für 10.200 Zuschauer bot.

## Herren
Das olympische Hockeyturnier der Herren gewann Deutschland mit einem 2:1-Sieg über Australien. Beide Tore erzielte der Gladbacher Michael Hilgers. Damit errang Deutschlands genau 20 Jahre nach dem ersten Triumph in München 1972 die zweite Goldmedaille in einem olympischen Hockeyturnier. Die Bronzemedaille ging an Pakistan, das die Auswahl der Niederlande im Spiel um Platz 3 mit 4:3 besiegte.

### Spielmodus
Die zwölf Teilnehmer spielten wie seit 1984 üblich in zwei Gruppen A und B, anschließend über Kreuz um die Medaillen, um die Plätze fünf bis acht und um die Plätze neun bis zwölf. Die Teilnehmer hatten sich wie folgt qualifiziert:
| - Großbritannien (Titelverteidiger) - Ägypten (Afrikameister) - Deutschland (Europameister) - Australien (Vertreter Ozeanien) - Indien (Zweiter des Qualifikationsturniers) - Malaysia (Vierter des Qualifikationsturniers) | - Niederlande (Weltmeister) - Pakistan (Asienmeister) - Argentinien (Vertreter Amerika) - Sowjetunion (Erster des Qualifikationsturniers) - Neuseeland (Dritter des Qualifikationsturniers) - Spanien (Gastgeber) |

Das Qualifikationsturnier fand 1991 in Auckland statt. Anstelle der im Dezember 1991 aufgelösten Sowjetunion nahm die Gemeinschaft Unabhängiger Staaten als Vereintes Team (EUN) unter der olympischen Flagge am Herren-Turnier teil.

### Gruppe A
| Australien und Deutschland spielten unentschieden, gewannen die übrigen vier Spiele und qualifizierten sich so für das Halbfinale. |       |                              |           |  |
| 26. Juli | 09:45 | Australien – Argentinien     | 7:0 (3:0) |  |
| | 16:00 | Indien – Deutschland         | 0:3 (0:1) |  |
| | 17:30 | Großbritannien – Ägypten     | 2:0 (1:0) |  |
| 28. Juli | 09:45 | Indien – Argentinien         | 1:0 (1:0) |  |
| | 16:00 | Australien – Ägypten         | 5:1 (2:1) |  |
| | 20:00 | Deutschland – Großbritannien | 2:0 (2:0) |  |
| 30. Juli | 10:15 | Großbritannien – Indien      | 3:1 (1:0) |  |
| | 16:00 | Ägypten – Argentinien        | 0:1 (0:0) |  |
| | 18:00 | Australien – Deutschland     | 1:1 (1:0) |  |
| 1. August | 09:45 | Deutschland – Ägypten        | 8:2 (4:1) |  |
| | 18:00 | Argentinien – Großbritannien | 1:2 (0:1) |  |
| | 20:00 | Australien – Indien          | 1:0 (1:0) |  |
| 3. August | 10:45 | Großbritannien – Australien  | 0:6 (0:2) |  |
| | 17:30 | Indien – Ägypten             | 2:1 (2:0) |  |
| | 18:00 | Deutschland – Argentinien    | 2:1 (0:0) |  |

| Tabelle Gruppe A | Tabelle Gruppe A | Tabelle Gruppe A | Tabelle Gruppe A | Tabelle Gruppe A |
| Platz            | Team             | Spiele           | Tore             | Punkte           |
| ---------------- | ---------------- | ---------------- | ---------------- | ---------------- |
| 1.               | Australien       | 5                | 20:02            | 9                |
| 2.               | Deutschland      | 5                | 16:04            | 9                |
| 3.               | Großbritannien   | 5                | 07:10            | 6                |
| 4.               | Indien           | 5                | 04:08            | 4                |
| 5.               | Argentinien      | 5                | 03:12            | 2                |
| 6.               | Ägypten          | 5                | 04:18            | 0                |

### Gruppe B
| Pakistan und die Niederlande qualifizierten sich für das Halbfinale. Über die Reihenfolge der Plätze vier bis sechs entschied die Tordifferenz. |       |                              |           |  |
| 26. Juli | 10:15 | Spanien – Neuseeland         | 3:0 (2:0) |  |
| | 18:00 | Pakistan – Malaysia          | 4:1 (3:1) |  |
| | 20:00 | Niederlande – Vereintes Team | 5:2 (2:0) |  |
| 28. Juli | 10:15 | Vereintes Team – Malaysia    | 7:3 (2:3) |  |
| | 17:30 | Pakistan – Neuseeland        | 1:0 (0:0) |  |
| | 18:00 | Spanien – Niederlande        | 2:3 (1:1) |  |
| 30. Juli | 09:45 | Pakistan – Vereintes Team    | 6:2 (2:2) |  |
| | 17:30 | Niederlande – Neuseeland     | 4:3 (1:2) |  |
| | 20:00 | Spanien – Malaysia           | 5:2 (2:2) |  |
| 1. August | 10:15 | Niederlande – Pakistan       | 2:3 (1:1) |  |
| | 16:00 | Neuseeland – Malaysia        | 2:3 (1:2) |  |
| | 17:30 | Spanien – Vereintes Team     | 4:0 (1:0) |  |
| 3. August | 09:45 | Niederlande – Malaysia       | 6:0 (3:0) |  |
| | 16:00 | Vereintes Team – Neuseeland  | 1:2 (0:0) |  |
| | 20:00 | Spanien – Pakistan           | 1:6 (0:1) |  |

| Tabelle Gruppe B | Tabelle Gruppe B | Tabelle Gruppe B | Tabelle Gruppe B | Tabelle Gruppe B |
| Platz            | Team             | Spiele           | Tore             | Punkte           |
| ---------------- | ---------------- | ---------------- | ---------------- | ---------------- |
| 1.               | Pakistan         | 5                | 20:06            | 10               |
| 2.               | Niederlande      | 5                | 20:10            | 8                |
| 3.               | Spanien          | 5                | 15:11            | 6                |
| 4.               | Neuseeland       | 5                | 07:12            | 2                |
| 5.               | Vereintes Team   | 5                | 12:20            | 2                |
| 6.               | Malaysia         | 5                | 09:24            | 2                |

### Qualifizierung
| 5. August | 09:15 | Argentinien – Malaysia      | 4:6 n. V. (3:3,0:0) | um Platz 9–12 |
|           | 09:45 | Vereintes Team – Ägypten    | 4:2 (2:2)           | um Platz 9–12 |
|           | 16:30 | Großbritannien – Neuseeland | 3:2 (2:2)           | um Platz 5–8  |
|           | 19:00 | Spanien – Indien            | 2:0 (0:0)           | um Platz 5–8  |
|           | 17:30 | Australien – Niederlande    | 3:0 (2:1)           | Halbfinale    |
|           | 20:00 | Pakistan – Deutschland      | 1:2 n. V. (1:1,1:0) | Halbfinale    |

### Finale
| 7. August | 09:30 | Argentinien – Ägypten     | 7:3 (5:2) | um Platz 11 |
|           | 17:30 | Malaysia – Vereintes Team | 4:3 (2:2) | um Platz 9  |
| 6. August | 17:00 | Neuseeland – Indien       | 2:3 (1:2) | um Platz 7  |
|           | 19:30 | Großbritannien – Spanien  | 1:2 (0:0) | um Platz 5  |
| 8. August | 17:00 | Niederlande – Pakistan    | 3:4 (2:0) | um Platz 3  |
|           | 19:30 | Australien – Deutschland  | 1:2 (0:1) | Endspiel    |

| Rangliste | Rangliste      |
| Platz     | Team           |
| --------- | -------------- |
| 1.        | Deutschland    |
| 2.        | Australien     |
| 3.        | Pakistan       |
| 4.        | Niederlande    |
| 5.        | Spanien        |
| 6.        | Großbritannien |
| 7.        | Indien         |
| 8.        | Neuseeland     |
| 9.        | Malaysia       |
| 10.       | Vereintes Team |
| 11.       | Argentinien    |
| 12.       | Ägypten        |

### Medaillengewinner
| | | | 4 |
| Deutschland | Australien | Pakistan | Niederlande |
| --- | --- | --- | --- |
| Andreas Becker Christian Blunck Christian Mayerhöfer Volker Fried Andreas Keller Carsten Fischer Oliver Kurtz Michael Hilgers Michael Knauth Stefan Tewes Michael Metz Sven Meinhardt Klaus Michler Christopher Reitz Stefan Saliger Jan Peter Tewes | John Bestall Warren Birmingham Lee Bodimeade Ashley Carey Damon Diletti Gregory Corbitt Lachlan Dreher Paul Snowden Lewis Stephen Davies Lachlan Elmer Dean Evans Graham Reid Jay Stacy David Wansbrough Ken Wark Michael York | Shahbaz Ahmad Muhammad Akhlaq Ahmad Anjum Saeed Wasim Feroz Mansoor Ahmad Musaddiq Hussain Muhammad Khalid Tahir Zaman Muhammad Asif Bajwa Khawaja Muhammad Junaid Khalid Bashir Muhammad Qamar Ibrahim Farhat Hassan Khan Shahid Ali Khan Rana Mujahid Ali Muhammad Shabaz | Frank Leistra Harrie Kwinten Cees Jan Diepeveen Pieter van Ede Bastiaan Poortenaar Wouter van Pelt Marc Delissen Jacques Brinkman Gijs Weterings Stephan Veen Floris Jan Bovelander Hendrik Jan Kooijman Bart Looije Maarten van Grimbergen Leo Klein Gebbink Taco van den Honert |

## Damen
Bei den Damen gewann die Auswahl Spaniens das olympische Hockeyturnier. Im Finale wurde Deutschland mit 2:1 bezwungen. Spanien ging mit 1:0 in Führung, die die deutsche Franziska Hentschel per Strafecke zum 1:1 ausglich. In der Verlängerung gelang dem Team des Gastgebers Spanien dann der Siegtreffer.
Die Bronzemedaille ging an Großbritannien, das im Spiel um Platz 3 Korea mit 4:3 bezwangen.

### Spielmodus
Die 8 Teilnehmer spielten wie bei den vorangegangenen Spielen in Seoul 1988 in zwei Gruppen, anschließend überkreuz um die Medaillen und um die Plätze fünf bis acht. Die Teilnehmer hatten sich wie folgt qualifiziert:
| - Australien (Titelverteidiger) - Deutschland (Erster des Qualifikationsturniers) - Kanada (Dritter des Qualifikationsturniers) - Korea (Fünfter des Qualifikationsturniers) | - Niederlande (Weltmeister) - Neuseeland (Zweiter des Qualifikationsturniers) - Großbritannien (Vierter des Qualifikationsturniers) - Spanien (Gastgeber) |

Das Qualifikationsturnier fand 1991 in Auckland statt.

### Gruppe A
| Deutschland und Spanien qualifizierten sich für das Halbfinale, Titelverteidiger Australien belegte nur den dritten Platz. |       |                          |           |  |
| 27. Juli | 16:00 | Australien – Kanada      | 2:0 (0:0) |  |
| | 17:30 | Spanien – Deutschland    | 2:2 (1:2) |  |
| 29. Juli | 17:30 | Australien – Deutschland | 0:1 (0:0) |  |
| | 20:00 | Spanien – Kanada         | 2:1 (1:0) |  |
| 2. August | 18:00 | Kanada – Deutschland     | 0:4 (0:3) |  |
| | 20:00 | Spanien – Australien     | 1:0 (1:0) |  |

| Tabelle Gruppe A | Tabelle Gruppe A | Tabelle Gruppe A | Tabelle Gruppe A | Tabelle Gruppe A |
| Platz            | Team             | Spiele           | Tore             | Punkte           |
| ---------------- | ---------------- | ---------------- | ---------------- | ---------------- |
| 1.               | Deutschland      | 3                | 7:2              | 5                |
| 2.               | Spanien          | 3                | 5:3              | 5                |
| 3.               | Australien       | 3                | 2:2              | 2                |
| 4.               | Kanada           | 3                | 1:8              | 0                |

### Gruppe B
| Die ersten Drei der Tabelle waren punktgleich. Korea und Großbritannien qualifizierten sich für das Halbfinale, der amtierende Weltmeister Niederlande belegte aufgrund der schlechtesten Tordifferenz nur den dritten Platz. |       |                              |           |  |
| 27. Juli | 18:00 | Neuseeland – Korea           | 0:5 (0:1) |  |
| | 20:00 | Niederlande – Großbritannien | 2:1 (1:1) |  |
| 29. Juli | 16:00 | Korea – Großbritannien       | 1:3 (0:2) |  |
| | 20:00 | Niederlande – Neuseeland     | 2:0 (2:0) |  |
| 2. August | 16:00 | Korea – Niederlande          | 2:0 (1:0) |  |
| | 17:30 | Neuseeland – Großbritannien  | 2:3 (1:1) |  |

| Tabelle Gruppe B | Tabelle Gruppe B | Tabelle Gruppe B | Tabelle Gruppe B | Tabelle Gruppe B |
| Platz            | Team             | Spiele           | Tore             | Punkte           |
| ---------------- | ---------------- | ---------------- | ---------------- | ---------------- |
| 1.               | Korea            | 3                | 8:03             | 4                |
| 2.               | Großbritannien   | 3                | 7:05             | 4                |
| 3.               | Niederlande      | 3                | 4:03             | 4                |
| 4.               | Neuseeland       | 3                | 2:10             | 0                |

### Qualifikation
| 4. August | 09:30 | Australien – Neuseeland      | 5:1 (3:0) | um Platz 5–8 |
|           | 17:30 | Niederlande – Kanada         | 2:0 (0:0) | um Platz 5–8 |
|           | 17:00 | Deutschland – Großbritannien | 2:1 (1:1) | Halbfinale   |
|           | 19:30 | Korea – Spanien              | 1:2 (1:1) | Halbfinale   |

### Finale
| 6. August | 09:30 | Neuseeland – Kanada      | 0:2 (0:0)           | um Platz 7 |
|           | 17:30 | Australien – Niederlande | 2:0 (0:0)           | um Platz 5 |
| 7. August | 17:00 | Großbritannien – Korea   | 4:3 n. V. (3:3,1,2) | um Platz 3 |
|           | 19:30 | Spanien – Deutschland    | 2:1 n. V. (1:1,1:1) | Endspiel   |

| Rangliste | Rangliste      |
| Platz     | Team           |
| --------- | -------------- |
| 1.        | Spanien        |
| 2.        | Deutschland    |
| 3.        | Großbritannien |
| 4.        | Korea          |
| 5.        | Australien     |
| 6.        | Niederlande    |
| 7.        | Kanada         |
| 8.        | Neuseeland     |

### Medaillengewinnerinnen
| | | | 4 |
| Spanien | Deutschland | Großbritannien | Korea |
| --- | --- | --- | --- |
| Carmen Barea Sonia Barrio Anna Maiques Mercedes Coghen Masa Rodríguez Elisabeth Maragall Nagore Gabellanes Mariví González Virginia Ramírez Silvia Manrique Núria Olivé Teresa Motos Natalia Dorado Maider Tellería Celia Corres Maribel Martínez | Britta Becker Tanja Dickenscheid Nadine Ernsting-Krienke Christine Ferneck Eva Hagenbäumer Franziska Hentschel Caren Jungjohann Katrin Kauschke Heike Lätzsch Anke Wild Irina Kuhnt Bianca Weiß Simone Thomaschinski Susanne Müller Kristina Peters Susanne Wollschläger | Gillian Atkins Lisa Bayliss Karen Brown Jackie McWilliams Victoria Dixon Susan Fraser Wendy Fraser Kathryn Johnson Sandra Lister Helen Morgan Mary Nevill Mandy Nicolls Tammy Miller Alison Ramsay Jane Sixsmith Joanne Thompson | You Jae-sook Han Keum-sil Chang Eun-jung Lee Seong-young Lee Kui-joo Son Jeong-im Ro Young-min Kim Kyung-ae Lee Eun-kyung Jang Dong-sook Kwon Chang-sook Yang Hea-sook Lee Kyong-hei Koo Mun-young Lim Gae-sook Jin Deok-san |